# Eduard Steinemann
Eduard «Edi» Steinemann (* 2. August 1906; † 28. Juni 1937 in Flawil) war ein Schweizer Turner.
Steinemann turnte von 1927 bis 1928 beim Verein Carouge in Genf. Bei den Olympischen Spielen 1928 in Amsterdam gewann die Schweizer Riege mit Hans Grieder, August Güttinger, Hermann Hänggi, Eugen Mack, Georges Miez, Otto Pfister, Eduard Steinemann und Melchior Wezel die Goldmedaille in der Mannschaftswertung, wobei an jedem Gerät die sechs besten Einzelleistungen in die Wertung eingingen, die beiden schwächsten Punktzahlen waren Streichergebnisse. In der Einzelwertung belegte Steinemann den 15. Platz, seine beste Platzierung an den Geräten war der vierte Platz am Seitpferd.
Bei den Turn-Weltmeisterschaften 1934 in Budapest siegte in der Mannschaftswertung die Schweizer Riege mit Walter Bach, Hans Grieder, Hermann Hänggi, Eugen Mack, Georges Miez, Eduard Steinemann, Josef Walter und Melchior Wezel. Steinemann gewann ausserdem die Silbermedaille im Pferdsprung und am Seitpferd jeweils hinter Eugen Mack.
Bei den Olympischen Spielen 1936 gewann die Schweizer Mannschaft die Silbermedaille hinter den deutschen Turnern. Die Schweizer Mannschaft bestand dabei aus Eugen Mack, Michael Reusch, Eduard Steinemann, Walter Bach, Albert Bachmann, Georges Miez, Josef Walter und Walter Beck. In der Einzelwertung erreichte Steinemann den zehnten Platz, der achte Platz am Barren war seine beste Einzelplatzierung.
Steinemanns Familie gehörten die Steinemann Hammerwerke in Flawil. Eduard Steinemann zog 1927 nach seiner Schlosserausbildung nach Genf und 1928 nach Paris, um seine beruflichen Fähigkeiten als Kunstschlosser zu vervollkommnen. Nach einem Autounfall 1930 musste er seine sportliche Karriere unterbrechen. Steinemann starb 1937 an einer Brustfell- und Lungenentzündung.
Nach Eduard Steinemann ist eine Stemme am Reck benannt, die allerdings schon vor ihm durch den Italiener Alberto Braglia geturnt wurde.